# 9144 Hollisjohnson
9144 Hollisjohnson (1955 UN1) là một tiểu hành tinh vành đai chính được phát hiện ngày 25 tháng 10 năm 1955 bởi Chương trình tiểu hành tinh Indiana ở Đài thiên văn Goethe Link, Brooklyn, Indiana. The name honors Hollis R. Johnson, emeritus professor of astronomy ở Đại học Indiana.